# Robert Peel
Robert Peel (Bury, 5 febbraio 1788 – Westminster, 2 luglio 1850) è stato un politico britannico.
Ha fatto parte del Partito Conservatore, del quale fu capo di una fazione nota come Peelites dal suo nome.
Fu Segretario di Stato per l'Interno (Home Secretary) durante il regno di Giorgio IV (1822-1830). Nel 1829 creò la Metropolitan Police Service, i cui componenti sono meglio noti come Bobbies (dal nome Robert). Si tratta di forze dell'ordine non armate che agiscono nelle città.
In seguito, fu Primo ministro del Regno Unito due volte: dal 10 dicembre 1834 all'8 aprile 1835 e dal 30 agosto 1841 al 29 giugno 1846.

## Biografia

### I primi anni
Figlio di uno dei più ricchi manifatturieri tessili della prima Rivoluzione Industriale e politico Sir Robert Peel, I baronetto, che ha reso Robert il primo futuro primo ministro da un background industriale, fu educato alla Bury Grammar School, alla Hipperholme Grammar School e alla Harrow School, ed infine al Christ Church di Oxford, dove ottenne una laurea in lettere classiche e una seconda in matematica.

### L'inizio della carriera politica
Entrò nella Camera dei Comuni nel 1809, all'età di 21 anni, come deputato per Cashel, Tipperary. Con uno scarto di 24 voti, però, venne eletto all'opposizione. Il suo sponsor per l'elezioni (oltre a suo padre) fu l'allora Capo Segretario per l'Irlanda, Arthur Wellesley, I duca di Wellington, col quale avrebbe condiviso la politica dei successivi 25 anni. Peel fece il proprio primo discorso nel 1810, quando venne scelto dal primo ministro Spencer Perceval per leggere il discorso del re al parlamento. Il suo discorso venne descritto dallo speaker della Camera dei Comuni, Charles Abbot come "il miglior primo discorso mai sentito dall'epoca di William Pitt."
Peel fu ampiamente visto come una "stella nascente" nel Partito Conservatore e prestando servizio in vari uffici ministeriali, diventando il segretario capo per l'Irlanda (1812-1818) e il presidente del comitato dei metalli preziosi.
Come Capo Segretario a Dublino nel 1813, egli propose di creare un servizio di polizia speciale chiamata poi "Peelers".
Negli anni successivi egli occupò una serie di posizioni di secondo piano nei governi dei Tory: Sottosegretario alla Guerra, Capo Segretario per l'Irlanda, membro del Bullion Committee (incaricato di stabilizzare le finanze inglesi dopo la fine delle guerre napoleoniche). Egli divenne anche parlamentare per Chippenham e poi per l'Università di Oxford nel 1817.
Fu anche deputato per il collegio di Tamworth dal 1830 sino alla sua morte. La sua casa di Drayton Manor venne demolita in quegli anni.

### Home Secretary

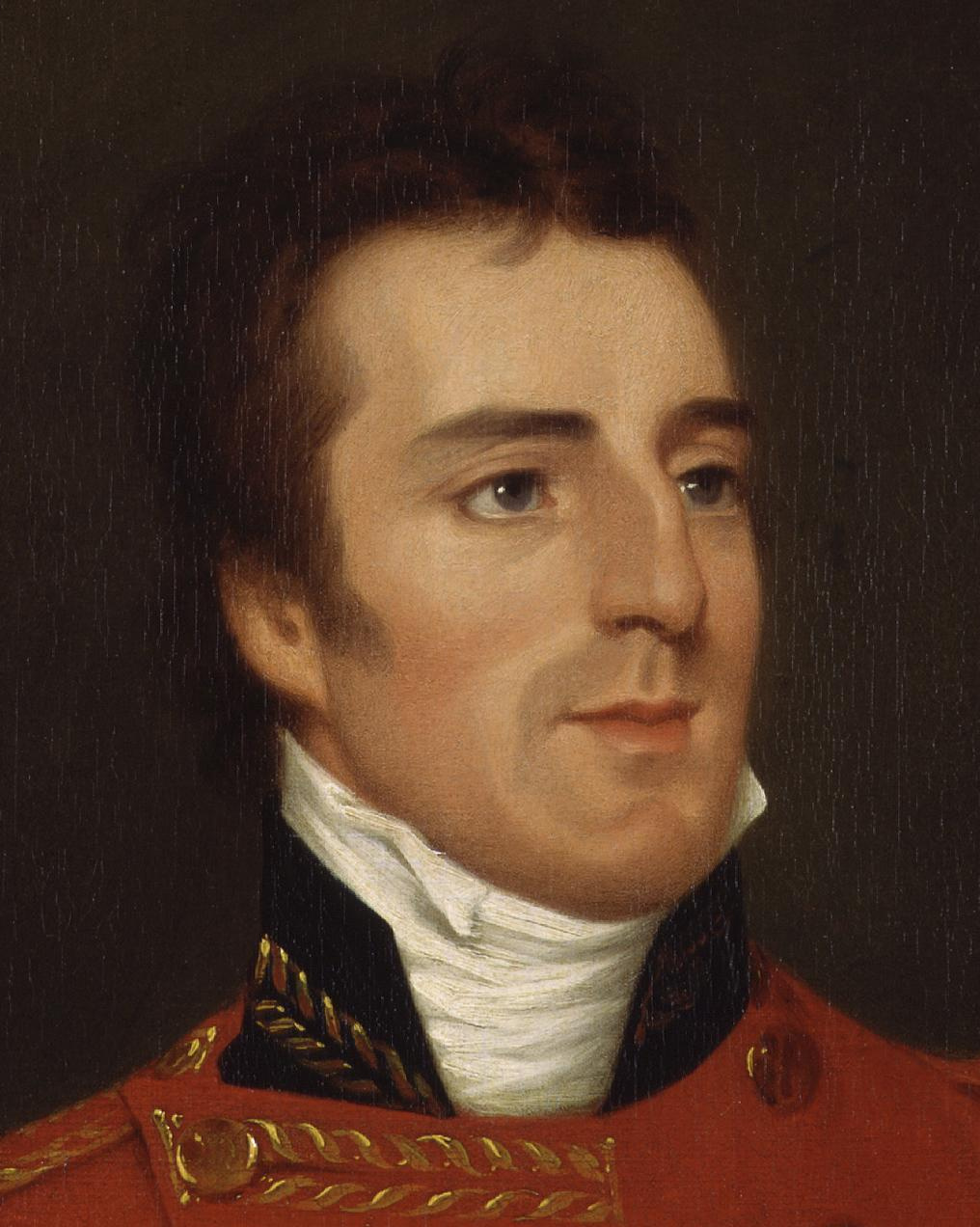
Arthur Wellesley, I duca di Wellington, primo ministro nel 1828-1830

Peel entrò nel gabinetto di governo di Lord Liverpool nel 1822 come Home Secretary. Come Home Secretary, egli promosse un gran numero di riforme importanti sulla legge criminale britannica: la più memorabile di queste fu quella che stabilì la Metropolitan Police Force (Metropolitan Police Act 1829). Egli riformò anche la legge criminale riducendo i crimini puniti con la morte col cosiddetto Peel's Acts.
Egli diede le dimissioni da Home Secretary dopo che il primo ministro Lord Liverpool divenne incapace di proseguire il proprio ministero e venne sostituito da George Canning. Canning favorì l'emancipazione dei cattolici, mentre Peel era uno dei suoi strenui oppositori sull'argomento.
George Canning stesso morì dopo appena quattro mesi di governo e dopo una breve presenza al governo di Lord Goderich, Peel ritornò all'incarico di Home Secretary sotto il governo guidato dal Duca di Wellington. Durante questo periodo fu il numero due del suo partito dopo Wellington stesso.
Ad ogni modo, la pressione sul ministero era tale che l'emancipazione dei cattolici venne approvata l'anno successivo. Peel che era opposto a questa tendenza diede le proprie dimissioni. Peel divenne parlamentare per la circoscrizione di Westbury, mantenendo la propria posizione nel gabinetto di governo.
In quegli anni Peel attuò una riforma delle leggi penali, prevedendo una drastica riduzione delle pene, tempi rapidi dei procedimenti e limitava la pena capitale al solo reato di omicidio. Peel fondò la repressione del crimine sul principio della certezza della pena (da lui enunciato) piuttosto che sull'asprezza della detenzione. La legislazione del tempo imponeva la pena di morte per impiccagione per un elevato numero di reati.
Riformò anche il sistema carcerario, introducendo il pagamento per il personale delle carceri e l'istruzione per i detenuti.
Sebbene fosse inizialmente un sostenitore della discriminazione legale contro i cattolici, alla fine Peel ha sostenuto l'abrogazione del Test Act (1828) e del Catholic Relief Act 1829, sostenendo che "sebbene l'emancipazione fosse un grande pericolo, il conflitto civile rappresentava un pericolo maggiore".

#### La riforma della polizia

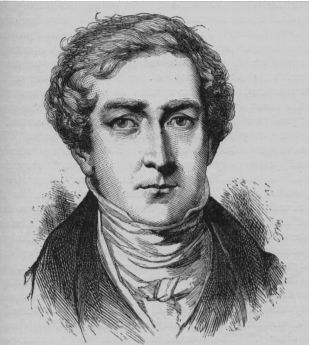
Sir Robert Peel

Nel 1829 Peel fondò la Metropolitan Police Force per Londra con base a Scotland Yard. I 1.000 agenti creati ottennero il soprannome di 'Bobbies' o 'Peelers' in ricordo del loro istitutore. Anche se impopolare in un primo momento, tale corpo si distinse ben presto per l'ottimo lavoro che fece nella città di Londra, contribuendo in modo decisivo alla diminuzione dei crimini commessi, tanto che dal 1857 tutte le città del Regno Unito vennero obbligate ad avere una loro polizia locale.

### Gli Whigs al potere (1830-1834)
La classe lavoratrice e la borghesia dell'epoca, ad ogni modo, erano alla ricerca di nuove riforme. Il governo dei Tory si rifiutò di concedere tali riforme e venne spazzato via dagli Whigs. Peel divenne un membro dell'Opposizione per la prima volta. Gli anni successivi furono molto turbolenti, ma sotto il regno di Guglielmo IV riuscirono a passare sufficienti riforme per calmare le acque e consentire la formazione dei governi di Lord Grey e Lord Melbourne nel 1834.
Dopo le successive sconfitte elettorali, la leadership del partito conservatore passò gradualmente da Wellington a Peel.
Peel venne prescelto come Primo Ministro successivamente; al momento della nomina si trovava in Italia e perciò Wellington lo sostituì per tre settimane, in attesa del suo ritorno in patria.

### Manifesto di Tamworth
Peel emise quindi il Manifesto di Tamworth (dicembre 1834), che avrebbe stabilito i principi su cui si sarebbe basato il moderno partito conservatore britannico.
Forse a causa dell'approvazione di Wellington, Peel intendeva fin dall'inizio convincere pienamente il paese e l'elettorato che c'era una sostanziale differenza tra il suo conservatorismo e quello del suo predecessore e 'vecchio tory' Wellington.
Con questo intento il 18 dicembre, il Manifesto Tamworth venne pubblicato dalla stampa e letto in tutto il paese. Come molti altri manifesti nella politica britannica del diciannovesimo secolo, era formalmente un indirizzo per gli elettori del proprio collegio elettorale, ma riprodotto ampiamente.
L'obiettivo principale del manifesto era di fare appello all'elettorato nel nuovo Parlamento:
- Peel accetta che il Reform Act 1832 fosse "una soluzione definitiva e irrevocabile di una grande questione costituzionale";
- Promise che i conservatori avrebbero intrapreso un "attento riesame delle istituzioni, civili ed ecclesiastiche";
- Dove c'era un motivo per il cambiamento, ha promesso "la correzione degli abusi dimostrati e il risarcimento delle vere lamentele".;
- Peel si offrì di esaminare la questione della riforma della chiesa al fine di preservare i "veri interessi della religione stabilita";
- Peel si oppone a ciò che vide come un cambiamento non necessario, temendo "un perpetuo vortice di agitazione";
- Il messaggio fondamentale di Peel era che i conservatori "avrebbero riformato per sopravvivere".

### Il primo ministero Peel (1834-1835)
Nel suo primo governo, nato il 15 dicembre 1834, Peel mantenne per sé la carica di Cancelliere dello Scacchiere.
Poiché i Tories non avevano la maggioranza assoluta in parlamento, Peel dipendeva dall'appoggio degli Whigs per sostenere il suo governo.
Quando poco dopo il governo dovette ammettere le numerose difficoltà nel gestire le operazioni di stato, gli Whigs tornarono al potere con lord Melbourne che venne rieletto l'8 aprile 1835 primo ministro. L'unico significativo atto del primo ministero di Peel fu la fondazione di una commissione per rivedere l'anglicanesimo come religione di Stato più al passo coi tempi.

### Leader dell'opposizione (1835-1841)
Nel maggio del 1839 gli venne offerta la possibilità di formare un nuovo governo dalla Regina Vittoria, ma egli rifiutò, sapendo di essere ancora in minoranza, anche se vide positivamente il segno di apertura della nuova regina nei suoi confronti. Lord Melbourne era stato confidente di Vittoria per diversi anni, e molti incarichi di rilievo a corte erano detenuti da mogli o parenti di esponenti del partito Whig; Peel chiese per formare un governo che buona parte di questi influenti cortigiani venisse posta in disparte, provocando una reazione politica nota come Bedchamber Crisis. La regina Vittoria si rifiutò di convenire alle condizioni di Peel e malgrado le preghiere del duca di Wellington, continuò a garantire il proprio appoggio agli Whigs. Peel dunque si rifiutò categoricamente di formare un governo e gli Whigs tornarono al potere.

### Il secondo ministero (1841-1846)

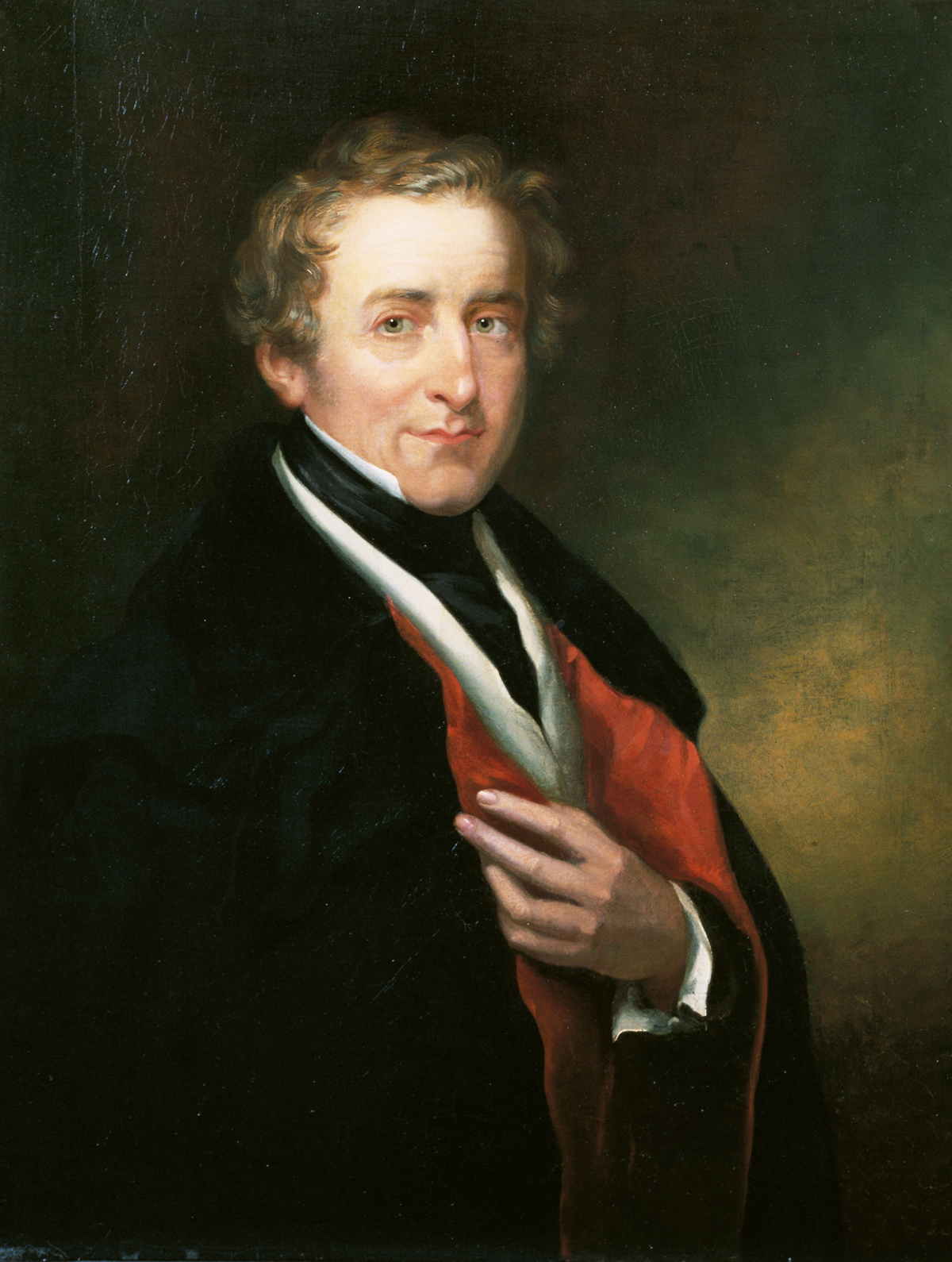
Peel primo ministro

Peel salì al potere per la seconda volta nel 1841 dopo che la vittoria dei conservatori nelle elezioni generali causò le dimissioni del governo Whig di Lord Melbourne. Henry Goulburn era il Cancelliere dello Scacchiere, il futuro primo ministro Lord Aberdeen, ministro degli esteri, e James Graham, ministro degli interni.
Attuò diverse riforme: nel 1842 perseguì la riduzione dell'ingente debito pubblico e riformò il sistema bancario nel 1844, facendo votare il Peel act, con cui fu rigidamente regolata l'attività della Banca d'Inghilterra. Tagliò le tariffe per stimolare il commercio e, per rimpiazzare le entrate perse, promosse una tassa sul reddito del 3% (Income Tax Act 1842). Cercò un accordo con la presidenza di James Knox Polk sull'annosa questione della partizione dell'Oregon Country nel biennio 1845-1846.
La sua legislazione più importante includeva il Mines and Collieries Act del 1842, il Factories Act e il Railway Regulation Act del 1844, il Health and Morals of Apprentices Act (legge per la tutela della salute e morale degli apprendisti).
Il governo di Peel fu indebolito dal sentimento anti-irlandese e anticattolico in seguito al controverso Maynooth Grant del 1845, una donazione in denaro del governo britannico a un seminario cattolico in Irlanda nel tentativo di migliorare i rapporti tra Gran Bretagna ed Irlanda. Dopo lo scoppio della grande carestia irlandese, la sua decisione di unirsi a Whigs e radicali per abrogare le Corn Laws (le leggi per i dazi sull'importazione di cereali) portò le sue dimissioni da Primo Ministro nel 1846 e ad una spaccatura nel partito Tory e alla formazione di un governo Whig guidato da Lord John Russell. Peel rimase un influente parlamentare e leader della fazione peelita fino alla sua morte nel 1850.

## Posizioni politiche
Peel partì spesso da una posizione tradizionale Tory per poi gradualmente passare ad una posizione di leader della fazione sostenitrice della legislazione liberale. Ciò è avvenuto con il Test Act, l'emancipazione cattolica, il Reform Act, l'imposta sul reddito e specialmente con l'abrogazione delle Corn Laws, motivata dai primi due anni di carestia irlandese, i quali avevano reso urgente il bisogno di nuove forniture alimentari. Peel, un conservatore, ne ottenne l'abrogazione con il sostegno dei Whigs in Parlamento, superando l'opposizione della maggior parte del suo stesso partito. Molti critici lo considerarono quindi un traditore della causa Tory, o come "un lupo liberale in veste di pecora", perché la sua posizione finale rifletteva le idee liberali.

## Riferimenti nella cultura di massa
- Robert Peel è uno dei personaggi selezionati dai Beatles per apparire sulla copertina del loro concept album Sgt. Pepper's Lonely Hearts Club Band, poi inserito come secondo personaggio a partire da sinistra, della terza fila della stessa.
- Robert Peel entra a far parte del mondo di Zagor nell'album Maxi Zagor I rinnegati, uscito nel mese di maggio 2016 con il numero 27.
- Robert Peel è uno dei protagonisti della serie televisiva britannica del 2015 The Frankenstein Chronicles. Tuttavia, la sceneggiatura della serie tratta l'attività politica dell'allora Segretario di Stato per l'Interno in maniera parzialmente romanzata.
- Robert Peel appare nel volume 274 del fumetto Dylan Dog Fuga dal passato  pubblicato nel Luglio del 2009
- A Robert Peel è dedicata una speciale edizione numerata in soli 300 pezzi dell'orologio Earnshaw che porta, appunto, il suo nome.

## Ascendenza
|                           |            |                     | Genitori           |  |  | Nonni |  |  | Bisnonni     |  |  | Trisnonni   |  |
|                           |            |                     |                    |  |  |       |  |  | William Peel |  |  | Robert Peel |  |
|                           |            |                     |                    |  |  |       |  |  | William Peel |  |  | Robert Peel |  |
|                           |            | Anne Warde          |                    |  |  |       |  |  | William Peel |  |  |             |  |
| Robert "Parsley" Peel     |            |                     |                    |  |  |       |  |  | William Peel |  |  |             |  |
|                           |            | Jane Walmesley      | Lawrence Walmesley |  |  |       |  |  |              |  |  |             |  |
|                           |            | Jane Walmesley      | Lawrence Walmesley |  |  |       |  |  |              |  |  |             |  |
|                           |            | Jane Walmesley      | …                  |  |  |       |  |  |              |  |  |             |  |
| Robert Peel, I baronetto  |            | Jane Walmesley      |                    |  |  |       |  |  |              |  |  |             |  |
|                           |            | Edmund Haworth      | John Haworth       |  |  |       |  |  |              |  |  |             |  |
|                           |            | Edmund Haworth      | John Haworth       |  |  |       |  |  |              |  |  |             |  |
|                           |            | Edmund Haworth      | …                  |  |  |       |  |  |              |  |  |             |  |
| Elizabeth Haworth         |            | Edmund Haworth      |                    |  |  |       |  |  |              |  |  |             |  |
|                           |            | Catherine Pickering | …                  |  |  |       |  |  |              |  |  |             |  |
|                           |            | Catherine Pickering | …                  |  |  |       |  |  |              |  |  |             |  |
|                           |            | Catherine Pickering | …                  |  |  |       |  |  |              |  |  |             |  |
| Robert Peel, II baronetto |            | Catherine Pickering |                    |  |  |       |  |  |              |  |  |             |  |
|                           | John Yates | William Yates       |                    |  |  |       |  |  |              |  |  |             |  |
|                           | John Yates | William Yates       |                    |  |  |       |  |  |              |  |  |             |  |
|                           | John Yates | Isabel Rishton      |                    |  |  |       |  |  |              |  |  |             |  |
| William Yates             | John Yates |                     |                    |  |  |       |  |  |              |  |  |             |  |
|                           |            | Jane Knowles        | Henry Knowles      |  |  |       |  |  |              |  |  |             |  |
|                           |            | Jane Knowles        | Henry Knowles      |  |  |       |  |  |              |  |  |             |  |
|                           |            | Jane Knowles        | …                  |  |  |       |  |  |              |  |  |             |  |
| Ellen Yates               |            | Jane Knowles        |                    |  |  |       |  |  |              |  |  |             |  |
|                           |            | Henry Bentley       | Daniel Bentley     |  |  |       |  |  |              |  |  |             |  |
|                           |            | Henry Bentley       | Daniel Bentley     |  |  |       |  |  |              |  |  |             |  |
|                           |            | Henry Bentley       | Mary Shaw          |  |  |       |  |  |              |  |  |             |  |
| Mary Bentley              |            | Henry Bentley       |                    |  |  |       |  |  |              |  |  |             |  |
|                           |            | Ellen Ormerod       | Lawrence Ormerod   |  |  |       |  |  |              |  |  |             |  |
|                           |            | Ellen Ormerod       | Lawrence Ormerod   |  |  |       |  |  |              |  |  |             |  |
|                           |            | Ellen Ormerod       | Margaret Cockshutt |  |  |       |  |  |              |  |  |             |  |
|                           |            | Ellen Ormerod       |                    |  |  |       |  |  |              |  |  |             |  |